# Erich Brost

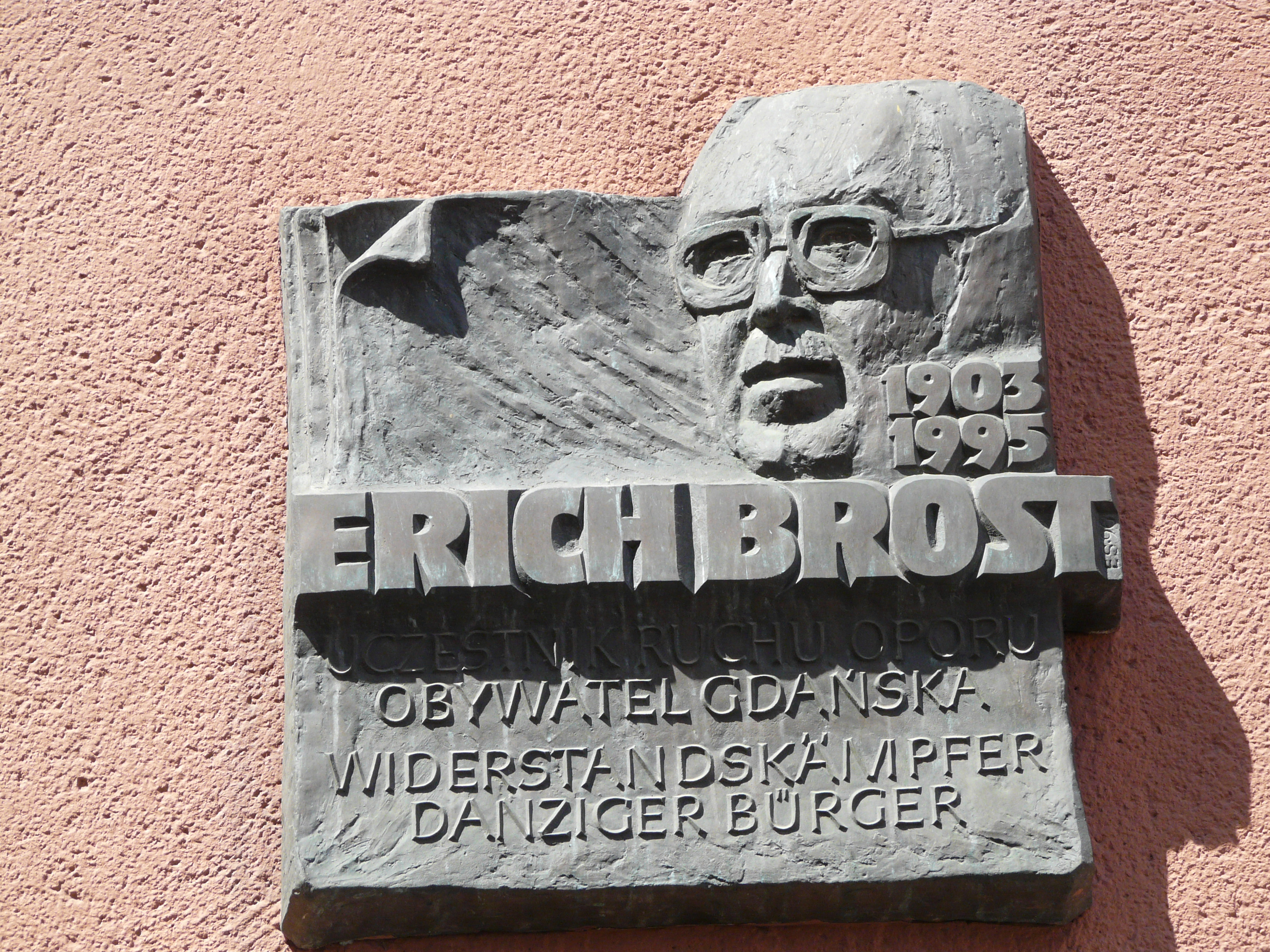
Tablica poświęcona Brostowi w Gdańsku

Erich Brost (ur. 29 października 1903 w Elblągu, zm. 8 października 1995 w Essen) — niemiecki dziennikarz i polityk, poseł do Volkstagu (parlamentu Wolnego Miasta Gdańska), aktywista opozycji wobec reżimu narodowosocjalistycznego.
Pierwsze dwanaście lat życia Brost spędził w rodzinnym Elblągu, dopóki jego rodzina nie przeniosła się do Gdańska, gdzie uczęszczał do szkoły średniej oraz poznawał pierwsze tajniki dziennikarstwa. W wieku 15 lat wstąpił do Socjalistycznego Związku Młodzieży Robotniczej. Następnie zaczął działać w lokalnym zarządzie partii SPD. Z jej listy zdobył mandat do gdańskiego parlamentu. Rozpoczął też pracę w socjaldemokratycznym dzienniku Danziger Volksstimme, który słynął z niezwykle krytycznej postawy wobec nazistów. Po okresie nękania przez hitlerowską policję polityczną Brost został zmuszony do opuszczenia Gdańska. Przebywał w krajach skandynawskich i Wielkiej Brytanii. Po wojnie powrócił do Niemiec. Przez krótki czas działał w federalnym zarządzie SPD, lecz w 1948 roku zrezygnował z polityki i skoncentrował się na dziennikarstwie. Założył oraz wydawał w Essen gazetę Westdeutsche Allgemeine Zeitung (WAZ), która dała początek jednemu z największych obecnie koncernów medialnych na świecie. Erich Brost, dzięki swojej gazecie, był czołowym przedstawicielem elity finansowo-politycznej Niemiec. Zaproponował, aby partyjne stanowisko po nim przejął Willy Brandt, który został później kanclerzem Niemiec. Przyjaźnił się z wszystkimi powojennymi kanclerzami Niemiec. 
W Dortmundzie, w Niemczech istnieje Europejski Instytut Dziennikarstwa im. Ericha Brosta. Erich Brost zabiegał o polsko-niemieckie pojednanie. Ustanowiono nagrodę jego imienia. Jest przyznawana w uznaniu szczególnych inicjatyw służących pojednaniu i współpracy między Polakami i Niemcami.